# 張堯燊
張堯燊（?—?），四川省潼川府射洪縣人，清朝政治人物、同進士出身。
光緒二十一年（1895年），参加光緒乙未科殿試，登進士三甲5名。同年五月，以主事分部学习。